# Andoins
Andoins – miejscowość i gmina we Francji, w regionie Nowa Akwitania, w departamencie Pyrénées-Atlantiques.
Według danych na rok 2015 gminę zamieszkiwało 619 osób, a gęstość zaludnienia wynosiła 50,7 osób/km².
| 1901 | 1962 | 1968 | 1975 | 1982 | 1990 | 1999 |
| ---- | ---- | ---- | ---- | ---- | ---- | ---- |
| 454  | 329  | 418  | 333  | 469  | 514  | 522  |